# Токачка
 Тази статия е за птицата.  За селото вижте Токачка (село).  
 Обикновената токачка, или само токачка (Numida meleagris), е най-добре познатият представител на семейство Токачкови (Numididae) и единственият вид в род Токачки (Numida). Естествено обитава Африка, основно в Субсахарска Африка, но е широко интродуцирана в Карибския басейн, Бразилия, Австралия, Южна Франция и България.

## Таксономия
Известни са девет подвида на вида обикновена токачка, чиито оригинални местообитания са:
- N. m. coronatus (Гърни, 1868) – източните части на Южна Африка;
- N. m. galeatus (Палас, 1767) – Западна Африка до Южен Чад, Централна ДР Конго и Северна Ангола;
- N. m. marungensis (Шалов, 1884) – южните части на водосборния басейн на река Конго до Западна Ангола и Замбия;
- N. m. meleagris  (Линей, 1758) – от Източен Чад то Етиопия, Северна ДР Конго, Уганда и Северна Кения;
- N. m. mitratus (Палас, 1764) – от Танзания до Източен Мозамбик, Замбия и Северна Ботсвана;
- N. m. papilosus (Райхенов, 1894) – Южна Ангола до Ботсвана и Намибия;
- N. m. reichenowi (Огилви-Грант, 1894) – Кения и Централна Танзания;
- N. m. sabyi (Хартерт, 1919) – Северозападно Мароко;
- N. m. somaliensis (Нойман, 1899) – Североизточна Етиопия и Сомалия.

## Физическо описание
Обикновената токачка е голяма птица с дължина около 53 – 58 cm, със закръглено тяло и малка глава. Тежи около 1,3 kg. Оперението по тялото ѝ е сиво-черно, напръскано с бели петънца. Както и другите токачки, и при този вид липсва оперение по главата, а вместо него има жълтеникаво или червеникаво костно образувание и червено-сини области кожа. Крилете са къси и кръгли като форма, опашката също е къса. Разликите между регистрираните подвидове основно се състоят във формата, размера и цвета на главата и висулките.

## Поведение
Обикновените токачки живеят на ята, които формират в извън размножителния сезон, обикновено състоящи се от около 25 индивида, които и спят на групи. Токачките са особено добре адаптирани да се хранят с големи количества кърлежи, които иначе са приносители на лаймска болест. Видът предпочита да живее на земята и в случаите когато бива подплашен бяга, вместо да лети. Като повечето птици от семейството, и обикновените токачки са способни на кратки и резки излитания, а за преминаване на дълги разстояния разчитат да се носят по вятъра. Те са добри бегачи и дневно могат да изминават по 10 km и повече. Когато се почувстват заплашени издават силни дрезгави звуци. 
Менюто на токачките се състои от разнообразна растителна и животинска храна: семена, плодове, листа, охлюви, паяци, червеи и насекоми, жаби, гущери и дребни бозайници. Токачките имат силни нокти, с които разравят почвата в търсене на храна, по което приличат на домашните птици, въпреки че при това рядко изравят с корените млади растения за ядене. Както и при останалите токачки, обикновените токачки нямат шпори на краката.
Мъжките често проявяват агресия един към друг и участват в ожесточени боеве, от които излизат окървавени и наранени. Опитват се да изглеждат по-страшни, като повдигат нагоре крилете си и перата им настръхват, а също така и тичат напред с широко отворен клюн.
Гнездото им е добре прикрито, обикновено в ямка, издълбана в пръстта. Люпилото обикновено се състои от 6 – 12 яйца, които женската мъти в продължение на 26 – 28 дни. В гнезда, съдържащи по-голям брой яйца, се смята, че е снасяла повече от една женска, тъй като яйцата са големи и мътещата птица не би могла да покрие площ по-голяма от тази на едно нормално люпило.Малките имат защитна окраска. Бързият растеж на крилете им позволява едва седмица след излюпването вече да могат да пърхат до ниските клони.
В естествената си среда обикновените токачки живеят до 12 години.

## Местообитание
Обикновената токачка обитава топли, доста сухи и открити местности с рядка храстова и дървесна растителност, каквито се намират в саваните и обработваемите земи.